# Embalse de El Villar: canales perimetrales
En los márgenes del embalse de El Villar fueron construidos varios canales al objeto de conseguir que el agua que este embalse podía suministrar para el abastecimiento de Madrid tuviera la mayor calidad posible.

## Desagües complementarios del embalse
Como curiosidad al respecto, ya Elzeario Boix detectó que la construcción del embalse hacía que las turbias en el río tuvieran una duración mayor que la que tenían antes de la construcción de este. Ello fue el motivo de que añadiese a los dos desagües de fondo inicialmente previstos, a través del muro de la presa, otros cuatro más situados a distintas cotas y que desaguaban a través de túneles perforados en la roca de los lados de la presa para no debilitar el muro de la misma. En la memoria del Canal de Isabel II del año 1904, escrita por Alfredo Álvarez Cascos, en la reseña histórica que incluye, hay un apartado que trata de este tema con un cuadro con los proyectos de estos túneles.

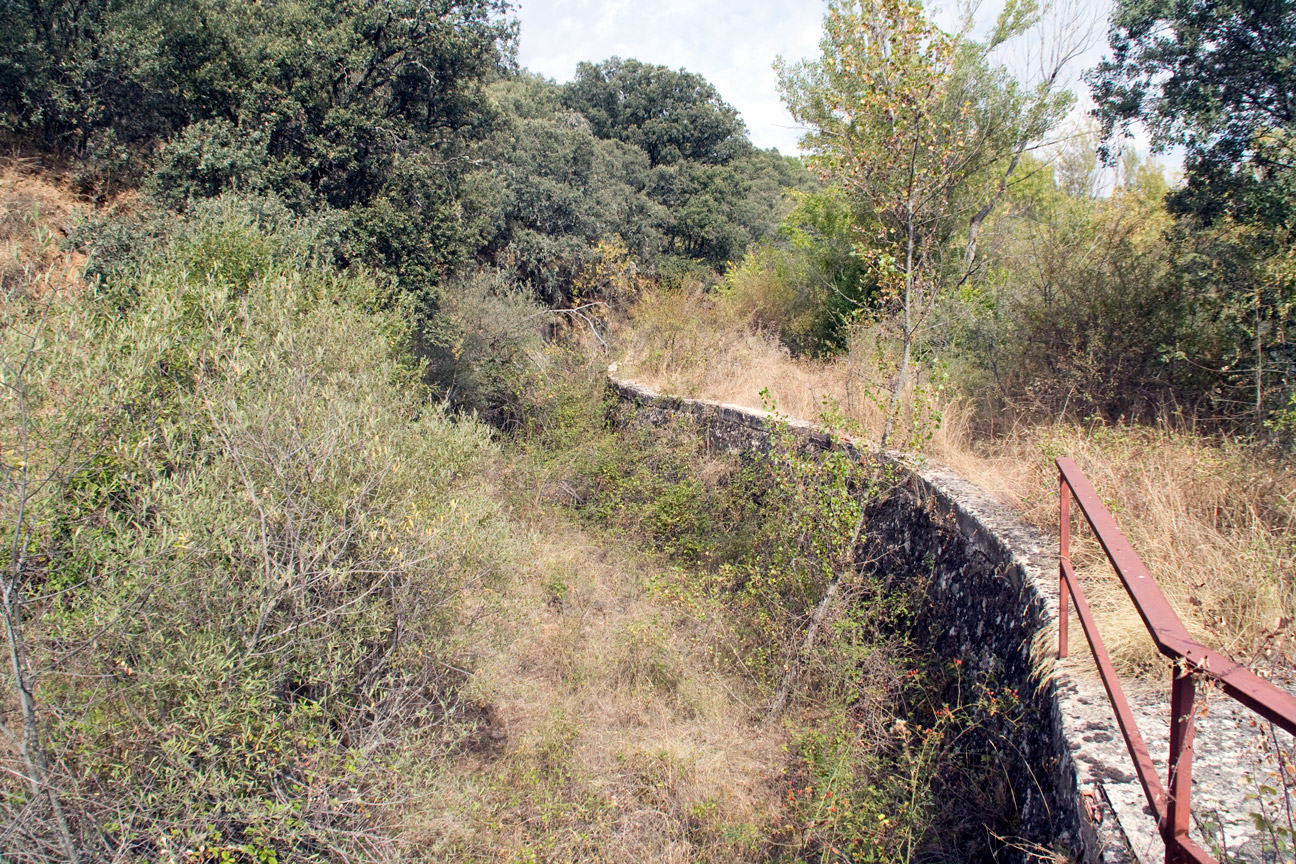
Llegada del canal de aguas claras al azud de El Tenebroso.

Más tarde cuando se puso en servicio, en 1911, el canal Transversal, hoy llamado canal de El Villar, se pensó que los problemas de las turbias habían disminuido grandemente, al evitar la contaminación de las aguas turbias que afectaban al río entre la presa y el azud de La Parra, por el que por entonces se tomaba el agua del río para su envío a Madrid.
No obstante la situación de los arroyos que desembocaban aguas arriba de la presa había empeorado, fundamentalmente por haberse deforestado y roturado sus cuencas, incluso hasta el mismo borde del embalse, a consecuencia fundamentalmente de la desamortización de estas tierras. Una descripción de estos hechos se encuentra en la Memoria sobre las Turbias del Lozoya, escrita por Ramón de Aguinaga en 1916, a raíz de la turbia que en 1915 afectó al embalse de El Villar.

## Canal de Viñaderos
A raíz de las turbias de 1915, la primera medida que se tomó al respecto es la construcción del canal de Viñaderos. Este era un canal que tomaba agua del cauce del río en Viñaderos, aguas arriba de la cola del embalse de El Villar y del punto donde se estaba iniciando la construcción del embalse de Puentes Viejas y que podía conducir las aguas hasta el canal Transversal. El objeto de este canal era poder mandar agua a consumo desde el río en las situaciones donde este se había ya clarificado, pero el embalse de El Villar se encontraba turbio. Estas situaciones se daban en el otoño cuando al quedar poca agua en el embalse, las primeras lluvias del otoño podían llegar arrastrando gran turbidez y enturbiando el embalse. Si como se hizo en 1915 el embalse se vaciaba, las aguas que salían del embalse tardaban en clarificarse mucho más que las del río, pues arrastraban los sedimentos acumulados en el fondo del embalse. Este canal se construyó para solo conducir unos 3,5 m³/s, que era lo más que el tramo del canal primitivo, donde desembocaba el canal Transversal, o de El Villar, podía conducir a Madrid. El tramo inicial de este canal quedó inundado al comenzar a embalsar Puentes Viejas.

## Canal de las avenidas o de derivación de las turbias y de protección del margen derecho

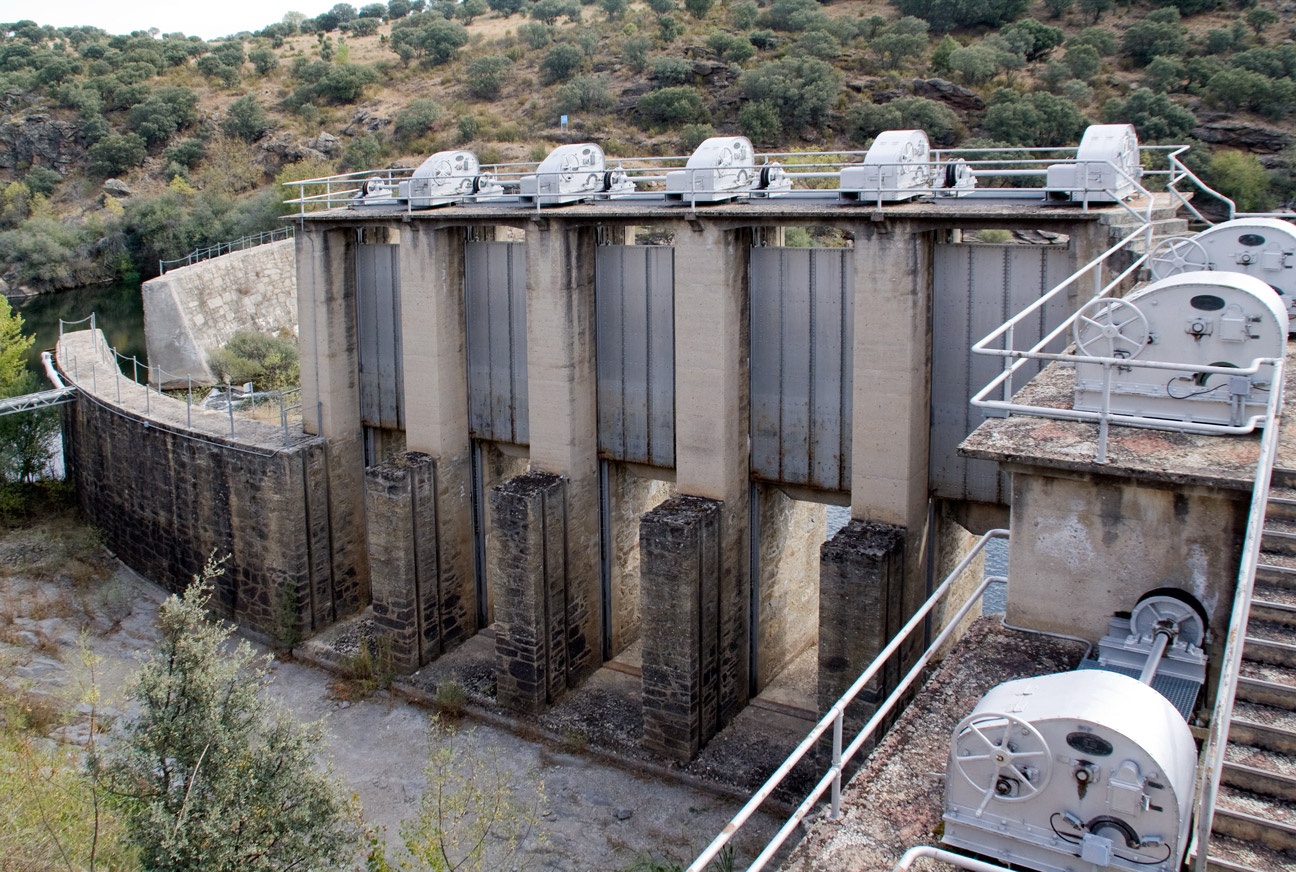
Azud de El Tenebroso con el muro escotado.

Aprovechando que se habían iniciado las obras del embalse de Puentes Viejas, se proyectó obtener de él un nuevo fin: "desviar las aguas turbias que se produzcan aguas arriba del Villar", aparte de los fines para los que se había proyectado que eran incrementar la cantidad de agua embalsada y conseguir que esta se autodepurase. Para ello se proyectó un canal que partiendo de los desagües de Puentes Viejas vertiera aguas abajo de la presa de El Villar. Este proyecto fue modificándose y finalmente se construyó un canal de gran capacidad, el proyecto era de 120 m³/s, aunque finalmente la realidad demostró que no era posible derivar por él más de 60 m³/s, pero se hizo partiendo de un azud, El Tenebroso, situado unos 900 metros aguas abajo de Puentes Viejas, con una altura de 26 m y una longitud de 68 m. Con esto se consiguió derivar también el agua que, por la margen izquierda, traía el arroyo Malillo, o de Paredes, que inicialmente, según el gráfico de la Memoria sobre las turbias, se había pensado derivar, aguas arriba del río, por la margen izquierda, hacia Puentes Viejas, junto con el agua de los arroyos de la parte final de El Villar, en dicho margen. 
Este canal de las avenidas, se trazó siguiendo en principio el trazado del canal de Viñaderos, pero antes de llegar al dique del Villar se construyó un túnel final con salida aguas abajo del dique y un poco antes del acueducto por el que el canal de El Villar salvaba el río. A este canal vertían también los arroyos que interceptaba en su trazado y que venían por la margen derecha del embalse. Desde el punto donde el canal entraba en el túnel final, el canal de Viñaderos se aprovechó para recoger las aguas que escurrían del margen del embalse y se le dio salida al vertedero del embalse. No obstante también a algunos tramos de este canal se les dio salida hacia el túnel, a través de los pozos de ataque que se habían realizado para construir dicho túnel, de tal manera que solo el tramo final tenía salida por el vertedero. Este tramo final resultó afectado por la construcción del nuevo trazado de la carretera que pasa sobre el dique, hacia 1970, y que supuso su desaparición. No obstante en 1969 ya se habían terminado las Estaciones de Tratamiento que servían para potabilizar el agua que salía del embalse y ya había perdido importancia el antiguo sistema.

## Canal de protección del margen izquierdo

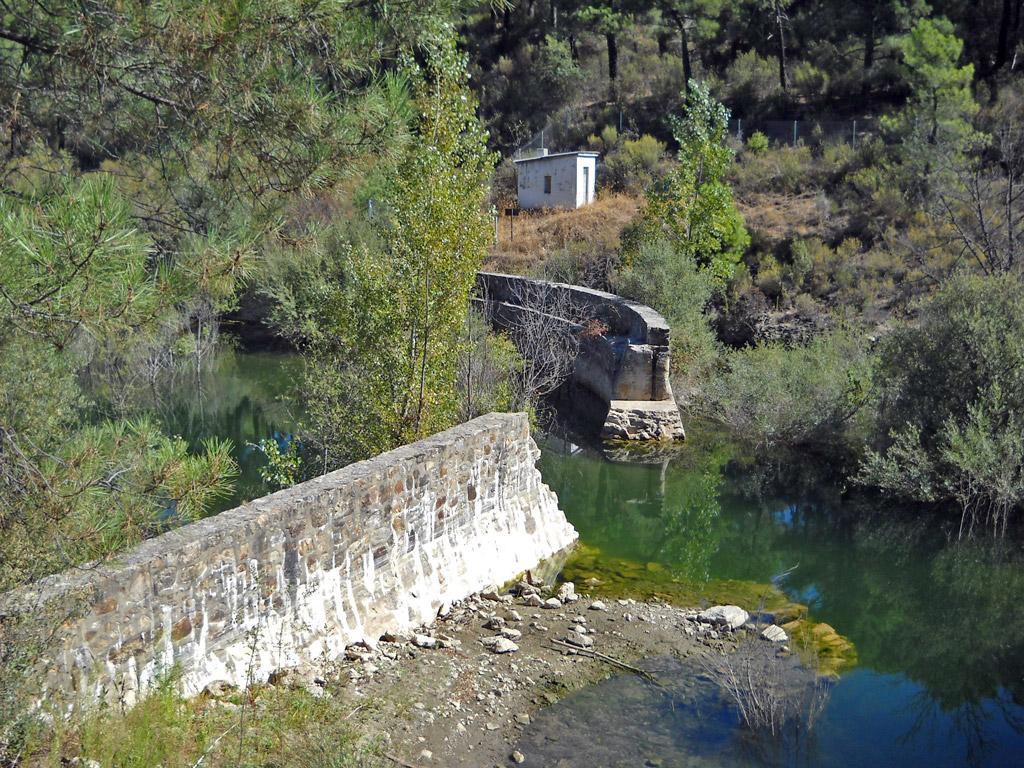
Canal del margen izquierdo. Presilla del Merendal.

Se construyó asimismo un canal perimetral en el margen izquierdo del embalse. A este se le dio salida a través de un túnel que partiendo de la presilla del Merendal, atravesaba el cerro situado en el lado izquierdo del dique y tenía salida aguas abajo del acueducto del canal de El Villar, a una altura intermedia entre la altura del dique y la del lecho del río. Este canal se construyó algo después que el del lado opuesto y en principio solo captaba las aguas que vertían hasta el arroyo de Cabeza de Enmedio, circulando por el borde del embalse, salvo en algunos de los cerros que provocan curvas en el cauce, que los atravesaba con túneles. Aunque en los gráficos esquemáticos mostrados en publicaciones del Canal de Isabel II se muestra este canal con un trazado que parece llegar muy cerca del azud del Tenebroso, la realidad es que se queda a mitad de camino y no se llegó a continuar aguas arriba por el margen del embalse.
El último arroyo que se conectó con este sistema, en fecha bastante posterior, 1934, fue el llamado, en el proyecto oficial, arroyo Meregil, aunque en los mapas actuales figura como arroyo del Pozo de la Pila. En este caso no se hizo continuando el canal perimetral, sino que se hizo una unión a través de un túnel, entre este arroyo y el anterior aprovechando un punto donde ambos arroyos se acercan a poco más de un centenar de metros, cuando todavía falta más de un kilómetro para que el arroyo llegue al embalse.
El tramo final de este canal, en la presilla del Merendal, sufrió un hundimiento en 1930 que hizo que este tramo se sustituyera "provisionalmente" por una tubería de 1,10 m de diámetro. Esta situación permaneció hasta 1941 en que se reconstruyó dicha presilla.

## Enlaces
Aparte de los canales citados, se construyeron pequeños tramos para realizar enlaces con ellos.

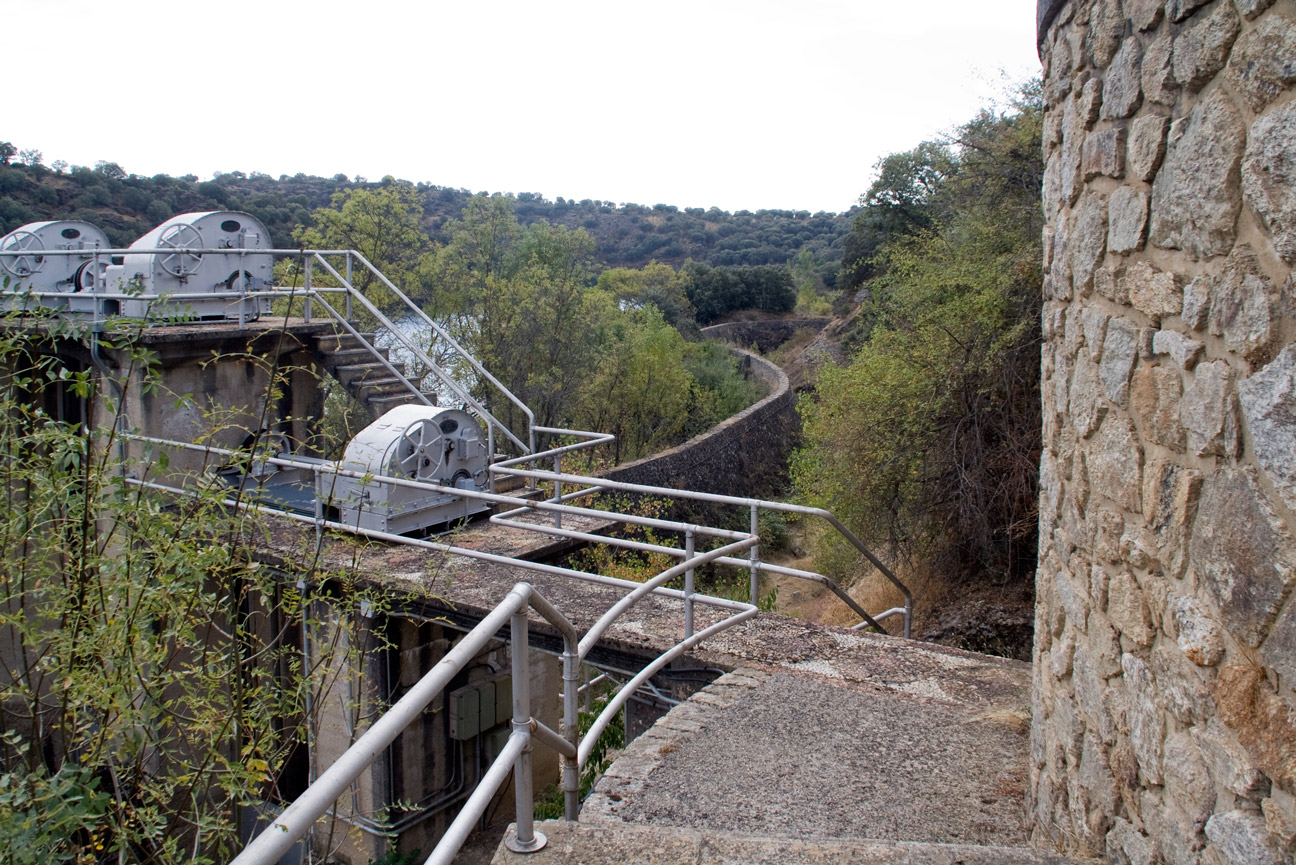
Salida del canal de desagüe de las avenidas del azud de El Tenebroso.

Canal de aguas claras de Puentes Viejas. 
Este era un canal de 8 m³/s de caudal que permitía el enlace del embalse de Puentes Viejas con el de El Villar, evitando el paso por el azud de El Tenebroso. El canal partía de los desagües de Puentes Viejas, siguiendo el trazado del canal de Viñaderos hasta llegar al dique de El Tenebroso. Mediante un sifón, este canal pasaba por debajo de la salida del canal de desagüe y penetraba en la cola del embalse de El Villar. Ello permitía el paso de agua clara del embalse de Puentes Viejas, evitando la mezcla con el agua del arroyo Malillo, si venía turbio, que podía ser derivado por el canal de las avenidas.
Enlaces para enviar agua desde Puentes Viejas al canal Transversal o de El Villar.
Para poder realizar esto, se construyó un nuevo enlace del canal de aguas claras de Puentes Viejas con el canal de desagüe de las avenidas en un punto aguas abajo de las compuertas que daban entrada a este las aguas de El Tenebroso. Ello permitía que las aguas circularan por el canal de desagües, entrando después en el túnel que finalizaba aguas abajo de El Villar. Junto a la salida del túnel se construyó, excavado en la roca, un enlace que permitía el paso del agua desde este canal al Canal Transversal o de El Villar. Para que las aguas pasaran se requería cerrar la salida del túnel de desagües, para que el agua alcanzará un nivel suficiente para pasar al canal de El Villar, situado a mayor cota. Para este fin, se proyectó colocar una compuerta que hiciera este cierre. Sin embargo esta compuerta nunca llegó a colocarse. No obstante a principio del año 1929, estos enlaces se utilizaron, mientras se vació para limpieza y reparaciones el embalse de El Villar, procediendo para ello a tapiar con un muro de mampostería la salida de dicho túnel. Dicho muro se derribó al terminar la operación para dejar paso de nuevo a las aguas con destino al cauce del río.

## Estado actual de estos canales
Estos canales perdieron gran parte de su utilidad cuando las aguas que salen del embalse de El Villar fueron potabilizadas en Estaciones de Tratamiento, cosa que se completó en 1969. Su mantenimiento fue progresivamente abandonado y actualmente están invadidos por la vegetación que ha ido creciendo espontáneamente en ellos. El azud de El Tenebroso fue derribado parcialmente, para evitar que el agua que represaba, durante las avenidas, aún con sus compuertas permanentemente abiertas, afectara a la minicentral que se construyó en los años 90 en Puentes Viejas. También se derribaron parcialmente las presillas que interceptaban los arroyos para que no entraran en el embalse. No obstante todavía están en uso los dos túneles finales, en los que incluso se han motorizado las compuertas que permiten su accionamiento, aunque su misión ha cambiado: en la actualidad sirven como aliviaderos de superficie complementarios al gran aliviadero situado en la margen derecha de la presa. El agua, con embalse lleno, pasa por las escotaduras realizadas en las presillas, y, al abrir las correspondientes compuertas, por los túneles es vertida aguas abajo de la presa.